# Chad Bell
Pour les articles homonymes, voir Bell.
Chadwick Micah Bell (né le 28 février 1989 à Knoxville, Tennessee, États-Unis) est un lanceur gaucher des Tigers de Détroit de la Ligue majeure de baseball de 2017 et 2018.

## Carrière
Chad Bell est repêché à trois reprises : par les Brewers de Milwaukee au 25e tour de sélection en 2007 ; par les Indians de Cleveland au 37e tour de sélection en 2008 ; et par les Rangers du Texas au 14e tour de sélection en 2009. Après avoir ignoré les deux offres précédentes, il signe son premier contrat professionnel avec les Rangers et fait ses débuts dans les ligues mineures en 2010. Il rate toute la saison 2013 après avoir subi une opération Tommy John au coude gauche.
Le 3 mai 2016, les Rangers du Texas échangent Chad Bell aux Tigers de Détroit contre Bobby Wilson, un receveur.
Bell fait ses débuts dans le baseball majeur à l'âge de 28 ans, comme lanceur de relève des Tigers de Détroit le 10 mai 2017 face aux Diamondbacks de l'Arizona.